# Als de olifanten vechten
Als de olifanten vechten is een boek van jeugdauteur Dirk Bracke. Het speelt zich af in Noord-Oeganda en gaat over kindsoldaten en het rebellenleger. Het werd uitgegeven in 2002 bij Davidsfonds/Infodok.

## Verhaal
Isaac die 15 is, wordt meegenomen door de rebellen van de LRA (Lord Resistance Army). Als Isaac al goed ingeburgerd is in het rebellenleger, ontvoert hij tijdens de plundertochten een meisje, Monica. Isaac is echter meteen verliefd, maar hun emoties krijgen geen kans, want elke emotie wordt bestraft. Ondanks alles kunnen Isaac, Monica en de dochter van Monica dankzij Richard (die later wordt vermoord) toch ontsnappen uit het rebellenkamp.
Vrijwel dagelijks worden er kinderen ontvoerd door de rebellen van Joseph Kony. De kinderen moeten meestrijden tegen de UDPF, oftewel de regering (het Oegandese leger). In de UDPF vechten kindsoldaten die afkomstig zijn van het rebellenleger en gevangengenomen zijn. Vaak hebben ze contracten ondertekend als uitweg uit de gevangenschap en staan ze in gevecht soms tegenover kameraden.

## Trivia
- Met 'Olifanten' worden de leiders van beide partijen bedoeld.
- Het boek behaalde in 2004 de tweede plaats in de categorie +15 jaar van de Kinder- en Jeugdjury Vlaanderen.[1]